# Ушацькі озера
Уша́цькі озе́ра — група льодовикових озер на півночі Білорусі. Розташовані на території Вітебської області, а саме в Ушацькому, Лепельському, Бешенковицькому та Полоцькому районах.
Озера розташовані серед моренних пагорбів, камів, озових гряд; вони оточені лісовими масивами та розореними полями. Водойми займають древнє тектонічне зниження, що відокремлює Полоцьку низовину від Ушацько-Лепельської височини. В утворенні улоговин водойм активну роль відіграла діяльність льодовика, вимивання западин талими льодовиковими водами, процеси загачування, термокарсту.
До групи відносяться понад 50 великих та дрібних водойм різної конфігурації. Всі вони витягнуті з північного заходу на південний схід і нагадують за формою клин летючих лелек. Загальна площа озер становить приблизно 70 км², а об'єм їхньої водної маси — понад 0,3 км³. Озера поєднані між собою річкою Діва, яку на різних ділянках називають Туросянка, Туржець або Туровлянка. Вона сама відноситься до басейну Західної Двіни. Крім того разом з групою озер існує й складна гідрологічна мережа — річки, струмки, протоки та меліоративні канали.
Більшість озер розташовані відносно далеко від великих промислових центрів та відрізняються чистою водою, яка не має шкідливих домішок, багатим та різноманітним складом іхтіофауни, мальовничими берегами, чудовими пляжами, місцями для ловлі риби. Археологічні пам'ятки (селище, городища, курганні могильники) на берегах водойм свідчать про древнє їхнє заселення та господарське використання людиною їхніх багатств.
Район Ушацьких озер отримав славу партизанського краю. Його життя та бойові справи відобразились у творах білоруських поетів Пятруся Бровки, Ригора Бородуліна, в пам'ятниках партизанам, підпільникам, землякам, у величному меморіалі «Прорив». Сотні туристів, відпочиваючих, мисливців та рибалок приїжджають на озера з Мінська, Вітебська та Полоцька. Береги озер забудовані дитячими таборами, базами для відпочинку та мисливців. Використання озер в народному господарстві вимагає уважного, доброго відношення та їхньої охорони.

## Озера
| Озеро         | Площа, км² | Довжина, км | Ширина, км | Висота, м | Глибина, м | Басейн, км² | Берег, км | Об'єм, млн м³ |
| ------------- | ---------- | ----------- | ---------- | --------- | ---------- | ----------- | --------- | ------------- |
| Адворенське   | 0,25       | 0,88        | 0,43       | 127       | 7,7        | 2,3         | 2,15      | 0,96          |
| Березовське   | —          | —           | —          | —         | —          | —           | —         | —             |
| Веркудське    | 1,8        | 2,2         | 1,3        | 133       | 12         | 9,1         | 9         | 10,86         |
| Гомель        | —          | —           | —          | —         | —          | —           | —         | —             |
| Дубровське    | 0,26       | 0,58        | 0,58       | 133       | 6,1        | —           | 2         | —             |
| Женно         | —          | —           | —          | —         | —          | —           | —         | —             |
| Криве         | 4,5        | 6           | 1,1        | 131       | 31,5       | 65,4        | 21        | 43            |
| Лешно         | 0,3        | 0,7         | 0,35       | 133       | 11,8       | —           | 2         | —             |
| Липно         | —          | —           | —          | —         | —          | —           | —         | —             |
| Любжинське    | 0,46       | 2,32        | 0,25       | 133       | 10,3       | 4           | 5,3       | 1,97          |
| Мугирино      | 1,48       | 2,5         | 1,2        | 132       | 26,2       | 2,9         | 7,3       | 8,31          |
| Отолово       | —          | —           | —          | —         | —          | —           | —         | —             |
| Паульське     | —          | —           | —          | —         | —          | —           | —         | —             |
| Полозер'є     | 8          | 4,8         | 1,9        | 132       | 17         | 30,9        | 17,9      | 38,8          |
| Суя           | —          | —           | —          | —         | —          | —           | —         | —             |
| Туровля       | —          | —           | —          | —         | —          | —           | —         | —             |
| Туроси        | —          | —           | —          | —         | —          | —           | —         | —             |
| Урода         | 1,52       | 3,4         | 0,8        | 134       | 6,5        | 9,95        | 8,8       | 5,96          |
| Усая          | 0,32       | 0,96        | 0,46       | 133       | 9          | 1,5         | 2,83      | 1,58          |
| Черств'ятське | 9,35       | 6,9         | 2,5        | 129       | 4,5        | 162         | 19,2      | 20,7          |
| Чорна Урода   | 0,53       | 1,6         | 0,43       | 133       | 3,9        | 93,7        | 4,3       | 1,2           |
| Яново         | 7,7        | 6,5         | 2,2        | 127       | 14         | 721         | 25        | 41,8          |